# Young Man with a Horn (Miles Davis)
Young Man with a Horns è un album di Miles Davis pubblicato dalla Blue Note Records nel 1952 o nel 1953.

## Il disco
Realizzato come LP a 10 pollici, il disco non è stato mai ristampato nel formato più grande o su CD. I brani, insieme ad alcune versioni alternative provenienti dalla stessa seduta di registrazione del 9 maggio 1952, la prima di Davis per la Blue Note, furono successivamente inclusi negli album a 12 pollici noti come Miles Davis Volume 1 e Miles Davis Volume 2 del 1955. Nel 2001 tutte le tracce incise da Davis per la Blue Note tra il 1952 e il 1954 furono incluse rimasterizzate in due CD con gli stessi titoli, ma con scalette diverse rispetto agli album del 1955.
Young Man with a Horn, il cui titolo si ispira probabilmente a quello dell'omonimo film di Michael Curtiz del 1950 (Chimere nella versione italiana), uscì sul mercato poco dopo il primo LP di Miles Davis per la Prestige Records, The New Sounds, anch'esso nel formato 10 pollici.
Per questa sua prima registrazione per la Blue Note, Davis organizzò una formazione che, secondo uno schema che diventerà abituale, comprendeva musicisti esperti e di spessore affiancati a giovani e promettenti jazzisti alle prime armi. La sezione ritmica era costituita da Oscar Pettiford e da Kenny Clarke, batterista del Modern Jazz Quartet, entrambi tra gli iniziatori del bebop già ai tempi del Minton's Playhouse. Davis poi volle il trombonista J. J. Johnson, anche lui pioniere del genere. Tutti e tre erano considerati punti di riferimento indiscussi nei rispettivi strumenti. La formazione fu poi completata dal promettente pianista Gil Coggins, che pochi anni dopo, stufo della vita da musicista, si ritirò dalla scena iniziando un'attività nel mercato immobiliare, e dal giovane Jackie McLean, emulo di Charlie Parker e protetto di Davis, che aveva già accompagnato il trombettista nelle sue sessioni per la Prestige nell'ottobre dell'anno precedente.
Il 1952 fu uno dei periodi peggiori della vita di Miles Davis, segnato dalla dipendenza dall'eroina. Faticava a trovare lavoro e la sua carriera sembrava in declino. Nonostante ciò riuscì a realizzare qualche seduta di registrazione per la Prestige, con la quale aveva un contratto non esclusivo, e con la Blue Note, per la quale incise anche nel 1953  nel 1954. Prima di toccare il fondo, Davis riuscì, anche grazie alle buone prove offerte in queste registrazioni, diffuse inizialmente su dischi a 78 giri, ad aggiudicarsi per tre anni di fila (da 1951 al 1953) il referendum annuale come miglior trombettista per la rivista specializzata Metronome.
Il 9 maggio furono incisi sei brani (alcuni in più versioni). Dear Old Stockholm è una canzone popolare svedese (Ack Värmeland, du sköna in originale) che era stata lanciata negli Stati Uniti da Stan Getz dopo il suo primo viaggio in Svezia l'anno prima e divenne uno dei cavalli di battaglia di Davis (che la reincise poi con il suo celebre primo quintetto nel 1956). Chance It è una composizione di Pettiford recupero del primo repertorio del bebop, e già incisa con altro titolo da Parker, così come Woody 'n' You (qui indicata come Would'n You) di Dizzie Gillespie, interpretata con un arrangiamento orchestrale simile a quello originale. Nell'assolo di Davis in quest'ultimo brano è evidente un omaggio del trombettista al suo maestro Gillespie. A questi pezzi tipicamente bop Davis affiancò, come suo costume, due standard, Yesterdays di Jerome Kern e How Deep Is the Ocean? di Irving Berlin. In entrambi Davis suona da solo accompagnato solo dalla sezione ritmica e dal pianista Coggins. Davis narra nella sua autobiografia di non aver voluto l'intervento di Jackie McLean in Yesterdays perché il giovane sassofonista si ostinava a non voler imparare la musica della canzone che considerava "roba vecchia". Donna, attribuita a McLean, non è nient'altro che una nuova versione della più veloce Dig, incisa nella seduta dell'ottobre precedente per la Prestige e in quell'occasione firmata da Davis.
La grafica dell'album fu realizzata da Burt Goldblatt, realizzatore in seguito di decine di celebri copertine di dischi jazz, in particolare per l'etichetta Bethlehem, scomparso nel 2006.

## Tracce
Lato A
1. Dear Old Stockholm - (Tradizionale) - 4:10
2. Chance It - (Oscar Pettiford) - 3:00
3. Yesterdays - (Jerome Kern, Otto Harbach) - 3:42

Lato B
1. Donna - (Jackie McLean) - 3:10
2. Would'n You - (Dizzy Gillespie) - 3:19
3. How Deep Is the Ocean?  - (Irving Berlin) - 4:36

## Formazione
- Miles Davis - tromba
- Jackie McLean - sassofono contralto
- J. J. Johnson - trombone[8]
- Gil Coggins - pianoforte
- Oscar Pettiford - contrabbasso
- Kenny Clarke - batteria

## Edizioni
- 1952 – LP 10", Blue Note Records BLP 5013[3]
- 1970 – LP 10", Blue Note Records LP 5013, ristampa

### Singoli
- 1952 – Dear Old Stockholm / Woody'n You, 78gg, Blue Note Records 1595[9]
- 1952 – Yesterdays / Chance It, 78gg, Blue Note Records 1596
- 1953 – Tadd Dameron, Miles Davis, The Squirre / Donna, 78gg, Blue Note Records 1597[10]